# 斑鰭細杜父魚
斑鰭細杜父魚，為輻鰭魚綱鮋形目杜父魚亞目杜父魚科的其中一種，為溫帶海水魚，分布於西北太平洋黃海至鄂霍次克海海域，棲息深度20-300公尺，體長可達10公分，棲息在底層海域，生活習性不明。